# اريك ميلتون
اريك ميلتون (بالإنجليزية: Eric Milton)‏ هو لاعب كرة قاعدة أمريكي، ولد في 4 أغسطس 1975 في بيلفونتي في الولايات المتحدة.

## وصلات خارجية
- اريك ميلتون على موقع دوري كرة القاعدة الرئيسي (الإنجليزية)
- اريك ميلتون على موقعبيزبول رفرنس.كوم (الدوري الرئيسي) (الإنجليزية)
- اريك ميلتون على موقعبيزبول رفرنس.كوم (الدوري الثانوي) (الإنجليزية)
- اريك ميلتون على موقع إي إس بي إن.كوم (أم.أل.بي) (الإنجليزية)
- اريك ميلتون على موقع مشجعي الرسوم البيانية (الإنجليزية)